# ویرولانس
ویرولنس (به انگلیسی: Virulence)، توانایی بیماری‌زا یا میکروارگانیزم برای ایجاد آسیب به میزبان است. در بسیاری از مباحث، به‌ویژه در مباحث مربوط به دستگاه‌های حیوانی، ویرولنس اشاره به درجه آسیب ایجاد شده توسط یک میکروب به میزبانش است. بیماری‌زایی یک موجود زنده، توانایی اش در ایجاد بیماریست که توسط فاکتورهای ویرولنس تعیین می‌گردند.از فاکتورهای ویرولنس می‌توان به سموم ، آنزیم ها و یا ترکیبات حاضر در دیواره و غشا و موارد دیگر اشاره کرد. به‌طور خاص در مورد دستگاه‌های ژن-برای-ژن، اغلب در گیاهان، ویرولنس به معنای توانایی یک بیماری‌زا در عفونی کردن یک میزبان مقاوم است.